# Елеонора Нопф
Елеонора Френсіс Нопф (уродженна Блісс; нар. 15 липня 1883 — пом. 21 січня 1974) — американський геолог, яка працювала в Геологічній службі США та проводила дослідження в Аппалачах протягом перших двох десятиліть XX століття. Вона навчалася в коледжі Брін Мар і здобула ступінь бакалавра з хімії, ступінь магістра з геології та ступінь доктора філософії з геології у 1912 році. Вона була першим американським геологом, який використав нову техніку петрографії, яку вона вперше застосувала у справі свого життя — дослідженні гори Стіссінг.

## Раннє життя
Елеонора Френсіс Блісс народилася в Роузмонті, штат Пенсільванія, 15 липня 1883 року. Її батьком був генерал Таскер Говард Блісс — кадровий солдат, який став начальником штабу армії США під час Першої світової війни, а також головним представником США серед союзників. Її мати — Елеонора Емма (Андерсон) Блісс. Батьки могли простежити свої походження до поселенців з Англії. Будинок родини Блісс розташовувався поблизу кристалічних гірських порід, які вона пізніше вивчала. У 1920 році вона побралася з геологом Адольфом Нопфом. Своїх дітей у них не було, але вона стала мачухою для трьох його дітей, які на той час були вже шкільного віку.

## Освіта
Нопф здобула початкову освіту в школі Флоренс Болдуін. Вона відвідувала коледж Брін Мар, де здобула ступінь бакалавра у 1904 році. Вона була ученицею видатної жінки та геолога Флоренс Беском, яку хвалили за новаторські відкриття в геології та яка мала великий вплив на наступне покоління жінок-геологів, зокрема на Елеонору Нопф, яка вивчала цю сферу. Хоча досягнення Нопф не визнавав Єльський університет, вона все ж поширила свої знання на тих, хто спеціалізувався на геології, особливо на вивченні метаморфічних гірських порід, крім того заснувала геологічний факультет у школі Флоренс Болдуін. Нопф закінчила бакалаврат й аспірантуру під керівництвом Беском. Елеонора працювала лаборантом у геологічній лабораторії Брін Мар, а також помічником куратора в Геологічному музеї коледжу (1904—1909). Після двох років у Берклі (1910—1911) вона повернулася до Брін Мар, щоб працювати з Анною Джонас Стоус (ще однією зі студенток Беском) над вивченням метаморфічних гірських порід поблизу коледжу. Стоус і Блісс наслідували Беском у вивчення петрології. Вони разом захистили дисертацію та здобули докторський ступінь у 1912 році. Вони співпрацювали над кількома статтями та опублікували найвідоміші з них, наприклад, яка стосувалася структури метаморфічних гірських порід, які називають кристалічні сланці, інша розглядала геологію Мак-Коллса Феррі. Пізніше вона продовжила навчання в докторантурі на кафедрі геології в Університеті Джона Гопкінса (1917—1918). Елеонора була серед 28 жінок, які отримали стипендії, її обрали у 1919 році.

## Кар'єра

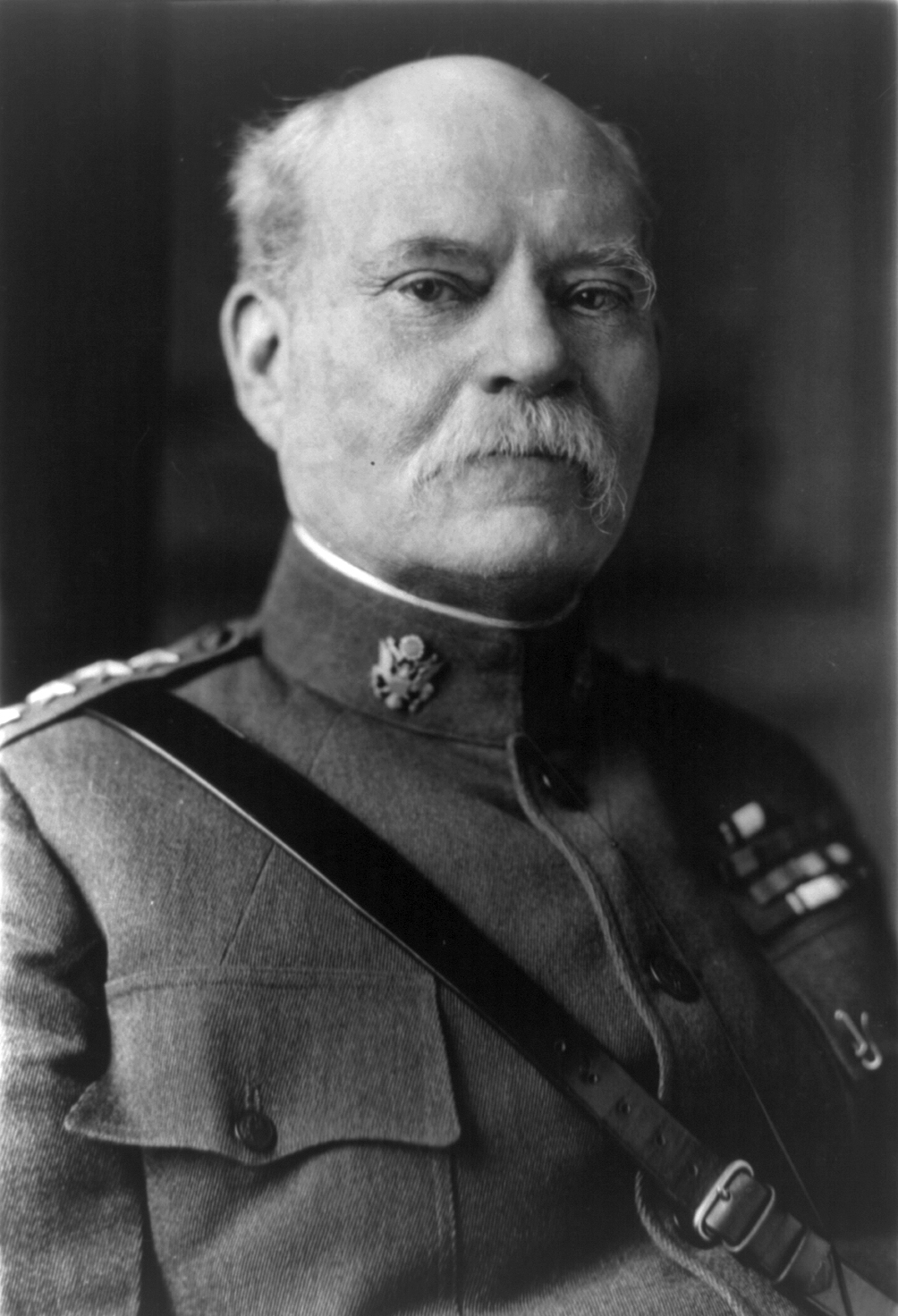
Її батько, генерал Таскер Блісс (приблизно 1918).

Невдовзі після отримання ступеня доктора філософії у галузі геології у Брін Мар вона склала іспити для вступу на державну службу. У 1912 році вона вирушила до Вашингтона, округ Колумбія, щоб працювати помічником геолога Геологічної служби США та продовжила роботу над метаморфічними гірськими породами на ділянках навколо Брин-Маура. У 1913 році вона опублікувала своє відкриття в Американському музеї природознавства про перше виявлення мінералу глаукофану у США, який знаходиться у Пенсільванії. Цей мінерал до того ніколи раніше не знаходили в східній частині тихоокеанського узбережжя США. У 1917 році її підвищили до асистента геолога, вона працювала в Геологічній службі штату Меріленд і Федеральній службі з питань геодезії. У 1920 році Нопф стала офіційно геологом. За цей час їй не дали можливості викладати будь-який матеріал в академічному середовищі високого рівня. Вона як і раніше пропонувала заняття студентам-геологам, які зверталися до неї безпосередньо через неформальні навчальні заняття, де вона давала їм основні геологічні концепції для керування практикою у польових умовах. У 1930-х роках вона продовжувала працювати запрошеним лектором в Єльському та Гарвардському університетах. Вона перебувала в Геологічній службі США до 1955 року на основі фактично відпрацьованого часу. У 1925 році вона почала вивчати гірські породи гірського регіону Стіссінг. Це дослідження вимагало від неї уваги до кінця її кар'єри. Через насув вивчення викликало незвичайні труднощі. Після пошуку за кордоном нових способів точного дослідження регіону вона зупинилася на методах Бруно Сандера (з Інсбруцького університету), за допомогою яких досліджувалася тонка структура породи — напрямки тріщин й оптичні властивості. Вона переклала його роботу та використовувала протягом наступних 40 років для своїх досліджень, опановуючи цю нову техніку. Цей метод петрографії був новим для геології США. Її книга «Структурна петрографія» 1938 року, присвячена цій темі, принесла їй велику популярність. Елеонора Нопф була однією з кількох американських жінок-геологів, які протягом XX століття працювали в Аппалачах. Хоча Нопф була переважно петрологом, вона зробила проникливі спостереження щодо нерівномірності ерозії у водозбірних басейнах і, отже, виживання палеоформ у ландшафті. Хоча ці спостереження суперечили одному з головних принципів геоморфології того часу, Нопф мала на увазі, що залишкові форми рельєфу все ще повинні зберігатися протягом тривалого періоду через нерівномірну ерозію. В результаті досліджень, її висновки щодо деформації та візуальних ефектів скельних утворень призвели до створення нового відділу геологічних досліджень. У 1951 році вона приєдналася до геологічного факультету Стенфордського університету як науковий співробітник.
Вона продовжувала займатися вивченням гірських порід Стіссінга до виходу на пенсію у 1955 році, але також здійснила кілька експедицій до Скелястих гір.

## Пізні роки
Після виходу на пенсію Елеонора Нопф разом зі своїм чоловіком (Адольфом Нопфом) переїхала до Скелястих гір, щоб допомагати йому в дослідженнях. Після смерті чоловіка у 1966 році вона присвятила себе завершенню його роботи, яка стосувалася батоліту Боулдер, але у неї виникли проблеми зі здоров'ям. Нопф померла у 1974 році від артеріосклерозу в Менло-Парк, штат Каліфорнія, у віці 90 років.